# Aeroporto Internazionale Philip S. W. Goldson
L'Aeroporto Internazionale Philip S. W. Goldson è un aeroporto situato nei pressi di Ladyville in Belize, che serve principalmente la città di Belize.
L'aeroporto è hub per la compagnia aerea locale Maya Island Air: